# Scho-Ka-Kola

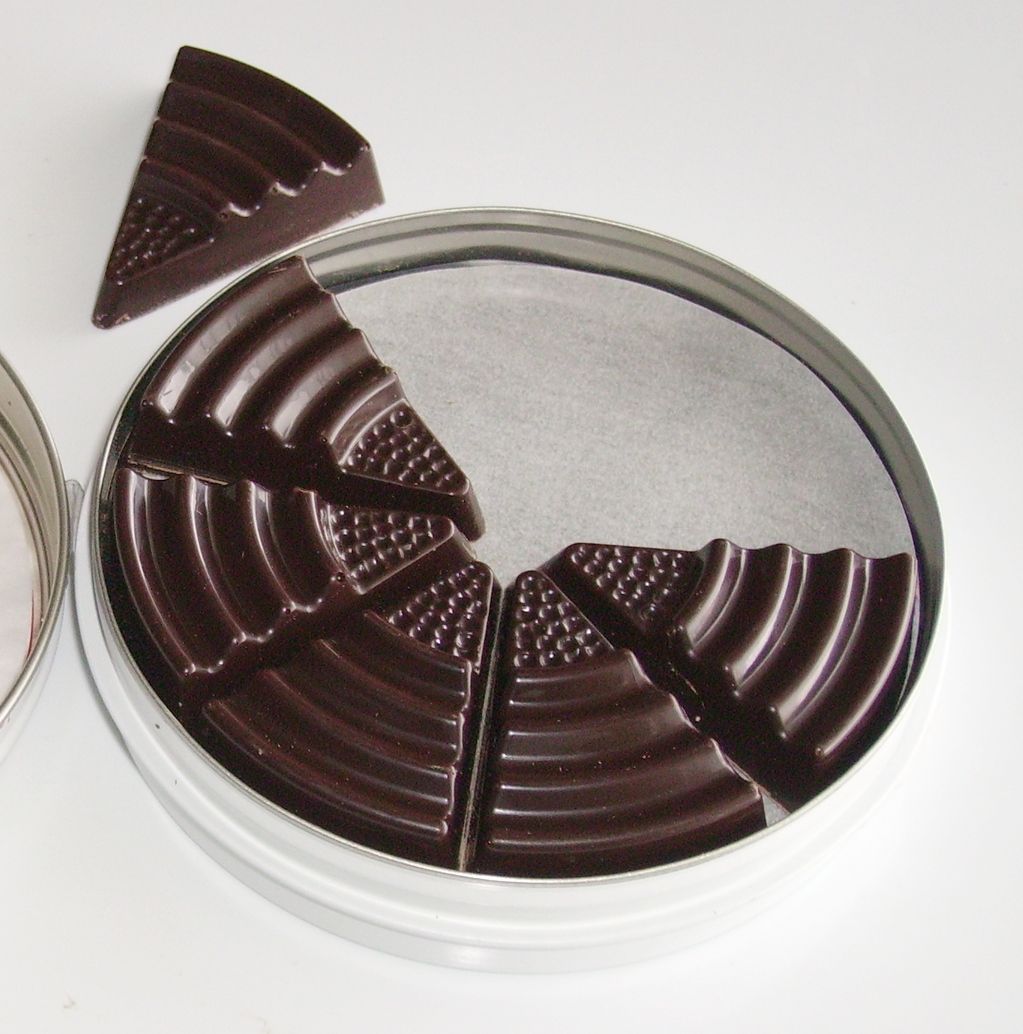
La confezione da 16 spicchi (si tratta di 2 dischi, uno sopra l'altro) di Scho-Ka-Kola

La Scho-Ka-Kola è una marca di cioccolato fondente contenente caffeina. Nata nel 1935, viene oggi prodotta in Germania, a Saalfeld (Turingia), dalla Scho-Ka-Kola GmbH, azienda del gruppo Genuport. Il contenuto di caffeina è dovuto all'aggiunta di caffè torrefatto (0,2%) e noce di cola (2,5%), ed ai suoi ingredienti deve il nome:  Schokolade (cioccolato),  Kaffee (caffè) e  Kola (cola).

## Storia
Viene ideata e messa sul mercato nel 1935 dalla Hildebrand, Kakao- und Schokoladenfabrik GmbH di Berlino. L'anno dopo - in occasione delle Olimpiadi di Berlino - fu venduta come "cioccolata degli sportivi".
Entrò in breve nell'uso comune. Negli anni della seconda guerra mondiale veniva comunemente chiamata Fliegerschokolade (cioccolata degli aviatori) perché entrata nella razione della Luftwaffe (ma anche di alcuni equipaggi della Kriegsmarine che operavano negli U-Boot e di una parte dell'Heer, esercito tedesco). In questo contesto la Scho-Ka-Kola ha un ruolo da protagonista nel film Rosen für den Staatsanwalt del regista tedesco Wolfgang Staudte, girato nel 1959 ma ambientato negli ultimi giorni della seconda guerra mondiale.
Nel 1969 la Hildebrand, Kakao- und Schokoladenfabrik GmbH fu rilevata dall'imprenditore Hans Imhoff che tre anni più tardi acquisì anche un'altra industria cioccolatiera, la Stollwerck, che si trovava sull'orlo del fallimento. Negli anni '90 la produzione fu spostata in Turingia, a Saalfeld.
Nel 2002 il gruppo Stollwerck fu acquisito dalla svizzera Barry Callebaut. Nel 2005 questi cedettero il marchio, la ricetta e la distribuzione alla tedesca Genuport, che ha demandato la produzione alla Scho-Ka-Kola GmbH, controllata al 100%.

## Galleria d'immagini

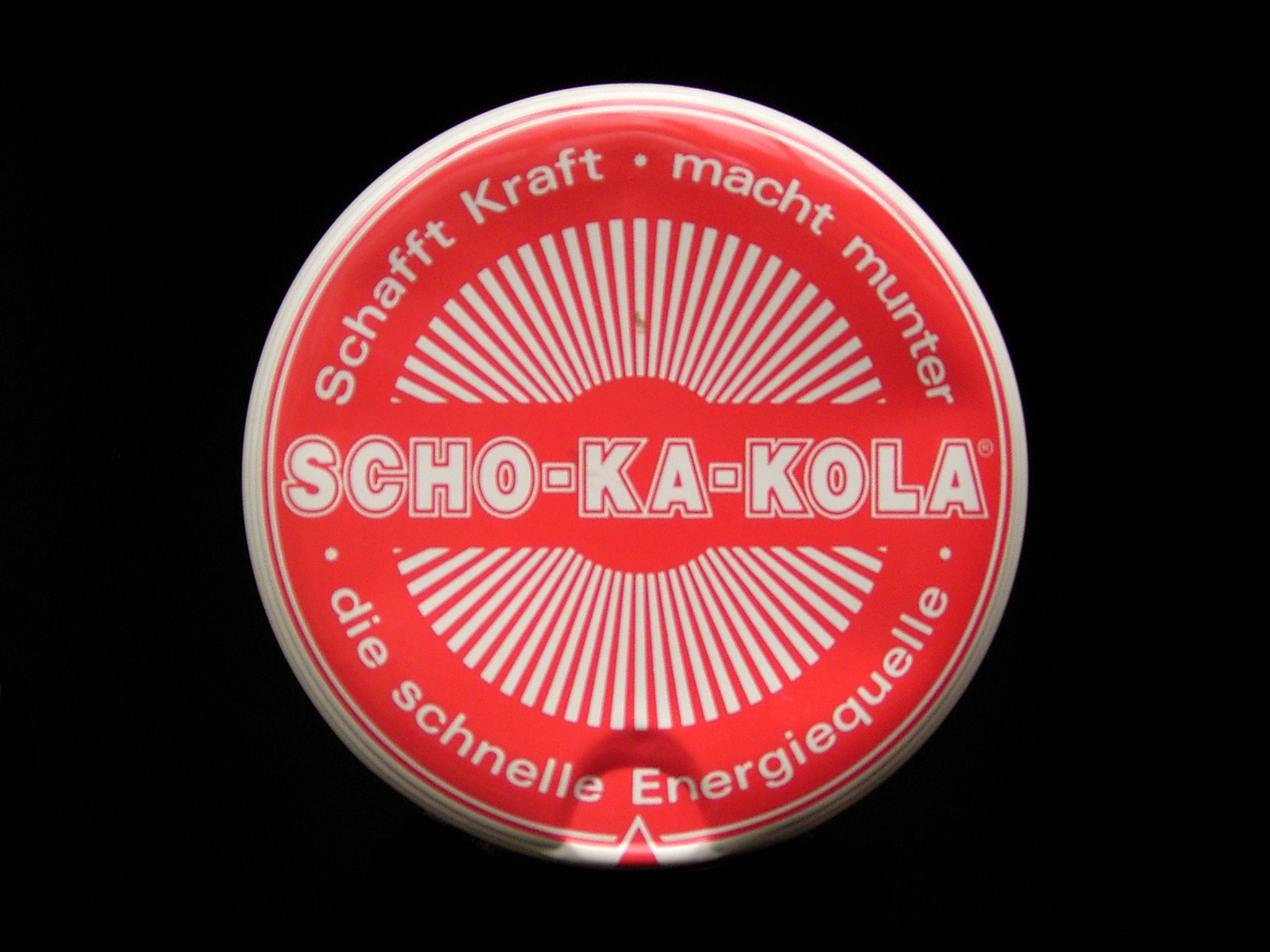
Fronte della tipica confezione di Scho-Ka-Kola

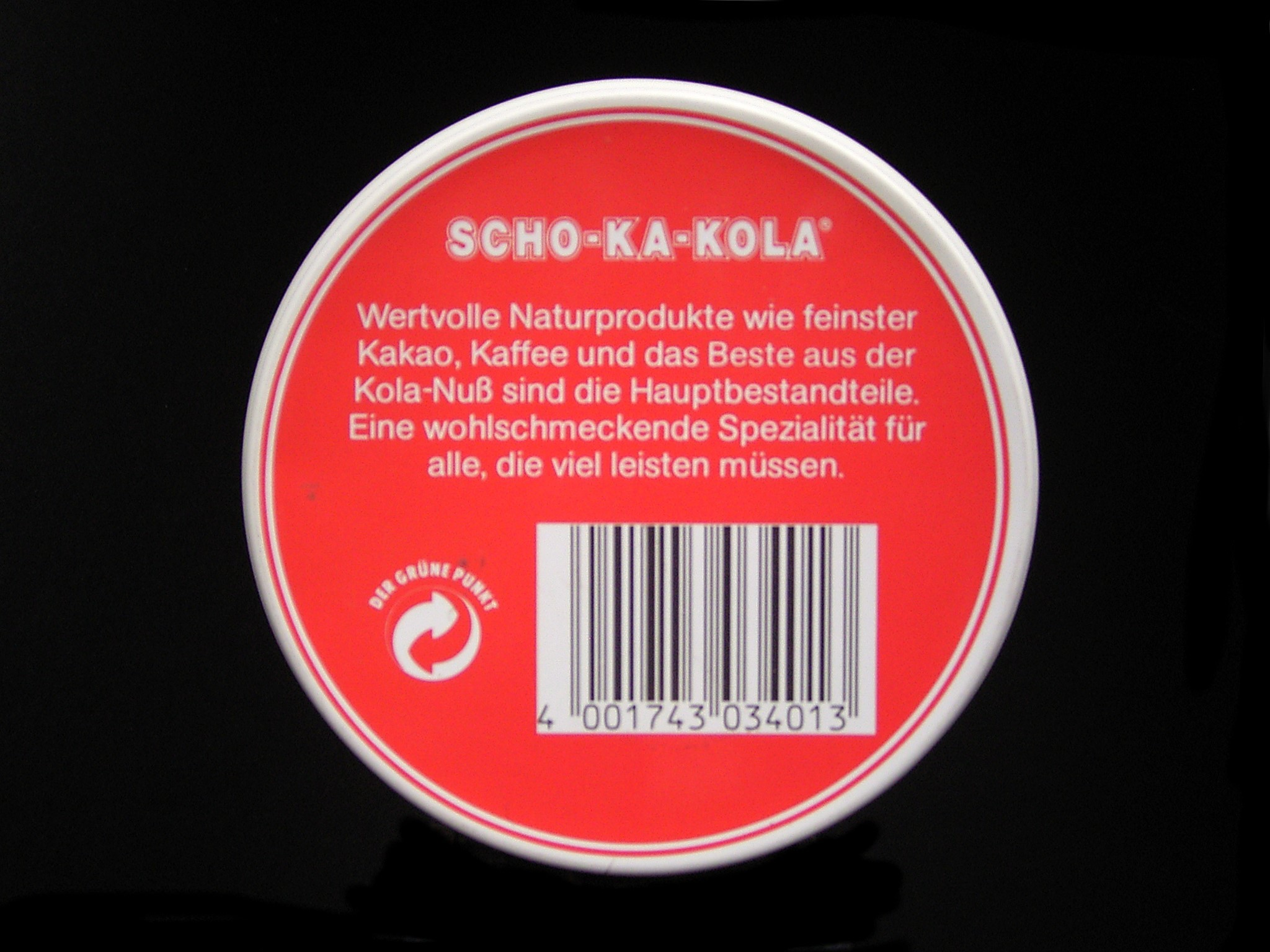
Retro della confezione

## Media
Oltre che nel succitato Rosen für den Staatsanwalt, la Scho-Ka-Kola compare in alcune pellicole più recenti ambientate nel corso della Seconda Guerra Mondiale. 
Nella miniserie televisiva del 2013, prodotta dalla tedesca ZDF, Unsere Mütter, unsere Väter (Generation War), il personaggio interpretato da Silvester Goth, uno spietato ufficiale della Gestapo, estrae di tasca la scatola di Scho-Ka-Kola un attimo prima di uccidere una bambina ebrea. 
Sempre nel 2013, la locandina del film horror spagnolo di Robert Figueras Panzer Chocolate mostra l'attrice protagonista Geraldine Chaplin che tiene fra le mani una scatola di Scho-Ka-Kola.
Nel film di guerra tedesco del 2023 Blood & Gold, diretto da Peter Thorwarth, l'antagonista principale, Obersturmbannführer Von Starnfeld (Alexander Scheer) mangia un triangolo di cioccolata Scho-Ka-Kola mentre assiste all'impiccagione di Heinrich (Robert Maaser).